# Reacción de Ugi

Esquema de la Reacción de Ugi

La reacción de Ugi es una reacción multicomponente en química orgánica que involucra una cetona o aldehído, una amina, un isocianuro y un ácido carboxílico para formar una diamina. La reacción toma su nombre del químico alemán Ivar Karl Ugi, quien la reportó por primera vez en 1959.
La reacción de Ugi es exotérmica y usualmente se lleva a cabo en pocos minutos después de añadir el isocianuro. Altas concentraciones (0.5 - 2.0 mol L-1) de reactivos dan los mejores resultados. Solventes apróticos polares como la DMF favorecen la reacción sin embargo también se ha llevado a cabo satisfactoriamente en metanol y etanol. Esta reacción no catalizada tiene una alta economía atómica pues solamente se pierde una molécula de agua y el rendimiento general es alto.
Debido a que los productos de reacción son componentes potenciales de proteínas sintéticas, se han realizado intentos para desarrollar una reacción de Ugi enantioselectiva siendo reportada la primera reacción exitosa en 2018.

## Mecanismo de reacción
Un mecanismo de reacción plausible se muestra a continuación:

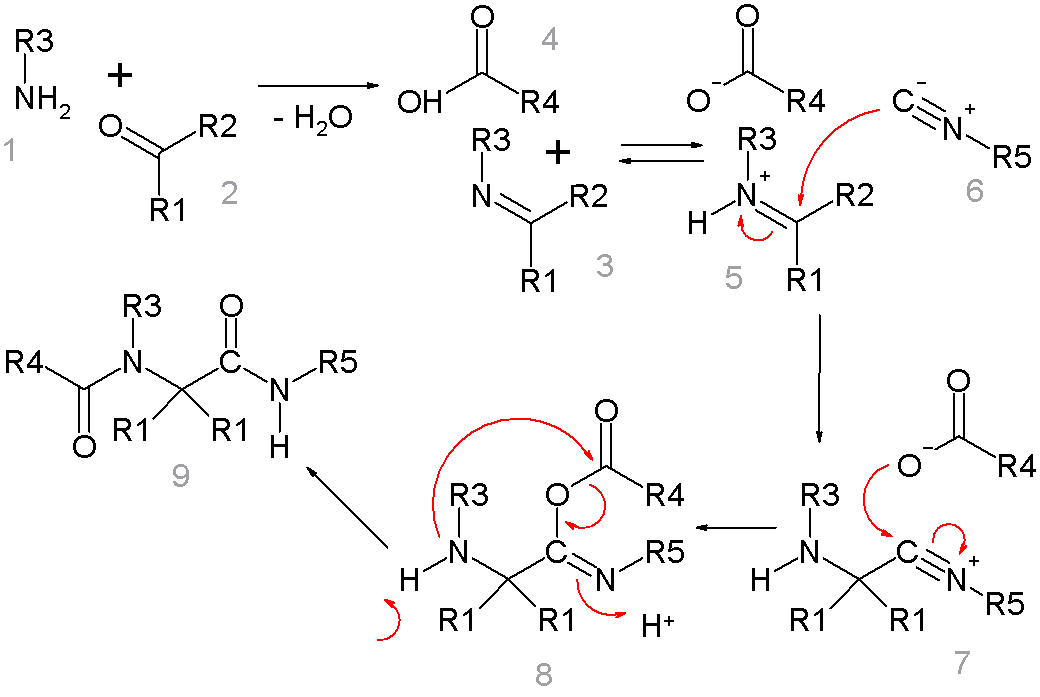
Mecanismo de reacción

La amina (1) y la cetona (2) forman la imina (3) mediante dos ataques nucleofílicos sucesivos de la amina al carbono carbonílico de la cetona. En este proceso se pierde un equivalente de agua. El ácido carboxílico (4) protona a la imina (3) para activarla al formar el ion iminio (5), el cual sufre un ataque nucleofílico por el carbanión del isocianuro (6) para formar el ion (7). Una segunda adición nucleofílica sucede en este intermediario mediante el ataque del carboxilato al carbono de ion nitrilio para formar el producto (8). El paso final es un rearreglo que transfiere el grupo acilo que contiene a R4 del oxígeno al nitrógeno. Todos los pasos de reacción son reversibles excepto este último, lo que desplaza toda la secuencia de reacción hacia la formación de productos.
En la reacción de Passerini (similar pero sin la amina), el isocianuro reacciona directamente con el grupo carbonilo sin alterar el resto de la secuencia por lo que esta reacción es una fuente de impurezas al llevar a cabo la reacción de Ugi. 

## Variaciones

### Combinación de los componentes de reacción.
El uso de reactivos bifuncionales incrementa la posibilidad de formar diversos subproductos. De esta forma, diversas combinaciones conducen a productos estructuralmente interesantes. La reacción de Ugi ha sido aplicada en combinación con una reacción intramolecular de Diels-Alder.
Una reacción por cuenta propia es la reacción de Ugi-Smiles, que reemplaza el ácido carboxílico por un fenol. En esta reacción, el rearreglo final es reemplazado por el rearreglo de Smiles.
Otra combinación (que requiere la purificación del intermediario de Ugi) es la que se lleva a cabo con la reacción de Buchwald-Hartwig Así como la reacción de Ugi-Heck para acoplamiento de arilos.

#### Combinación de aminas y ácidos carboxílicos
Algunos investigadores han usado β-aminoácidos en la reacción de Ugi para preparar β-lactamas. Esta modificación está basada en la transferencia del acilo en el rearreglo final para formar un anillo de cuatro miembros. La reacción procede con un rendimiento moderado a temperatura ambiente en una mezcla de disolventes metanol-formaldehído o en una variedad de aril-aldehídos. 

#### Combinación de compuestos carbonílicos y ácidos carboxílicos

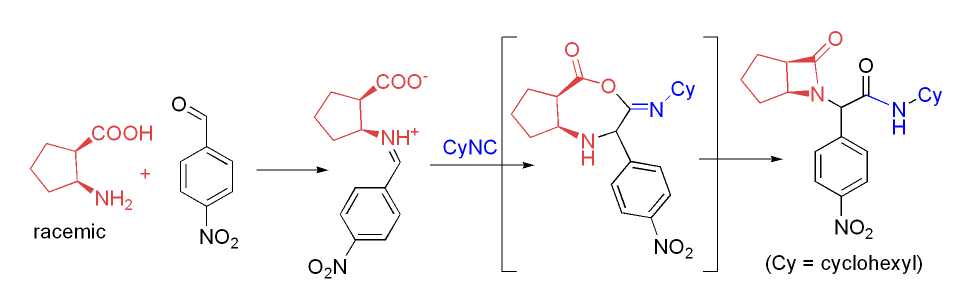
Formación de β-lactamas mediante la reacción de Ugi

Zhang et al. han usado la reacción de Ugi y combinado aldehídos con ácidos carboxílicos para formar lactamas de diferentes tamaños. Short et al. han sintetizado γ-lactamas a partir de cetoácidos sobre soporte sólido.

Variaciones de la reacción de Ugi
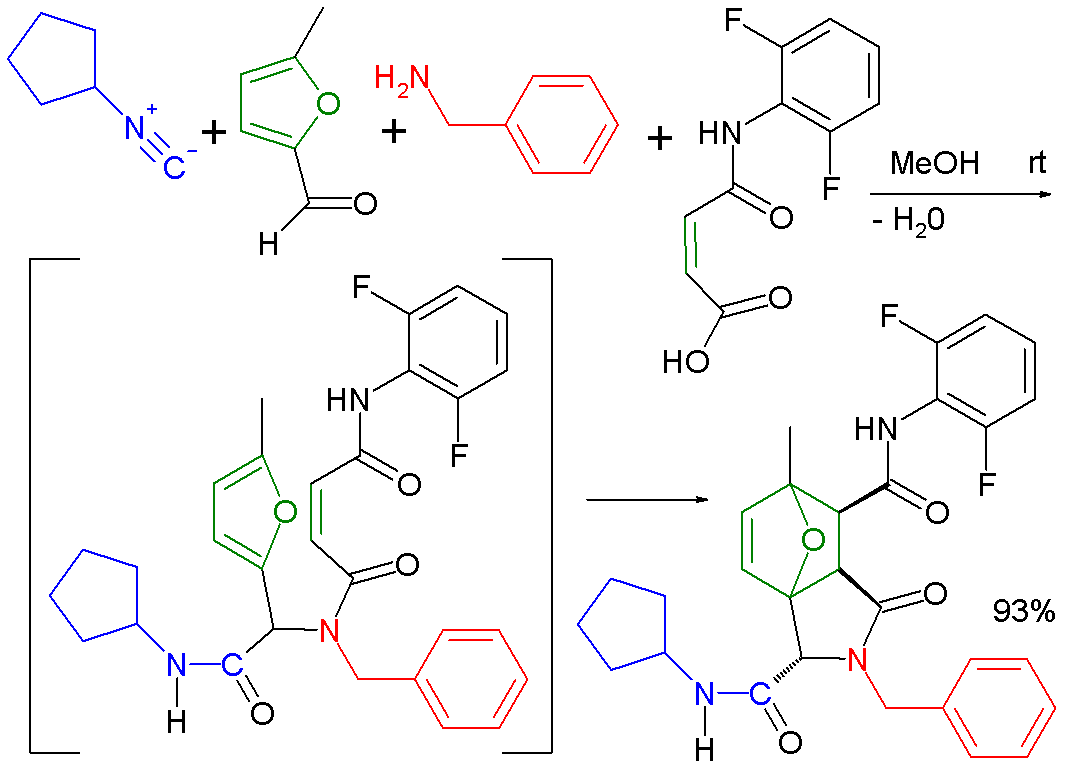
Reacción de Ugi combinada con Diels-Alder
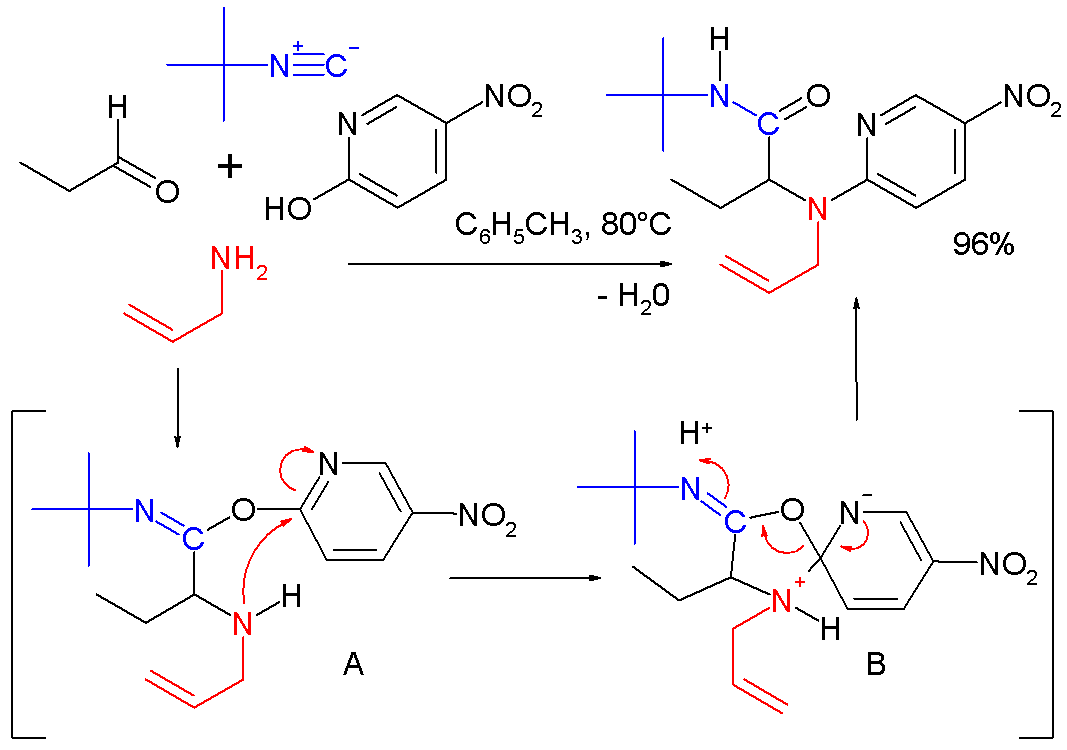
Reacción de Ugi-Smiles
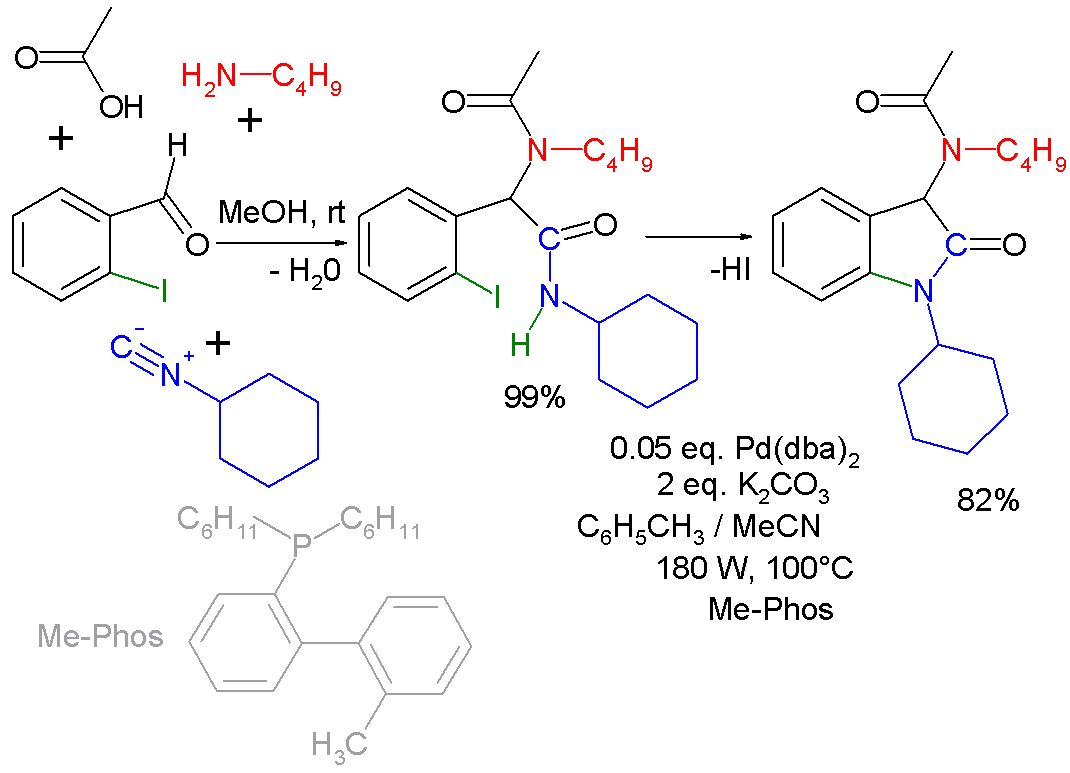
Reacción de Ugi-Buchwald-Hartwig
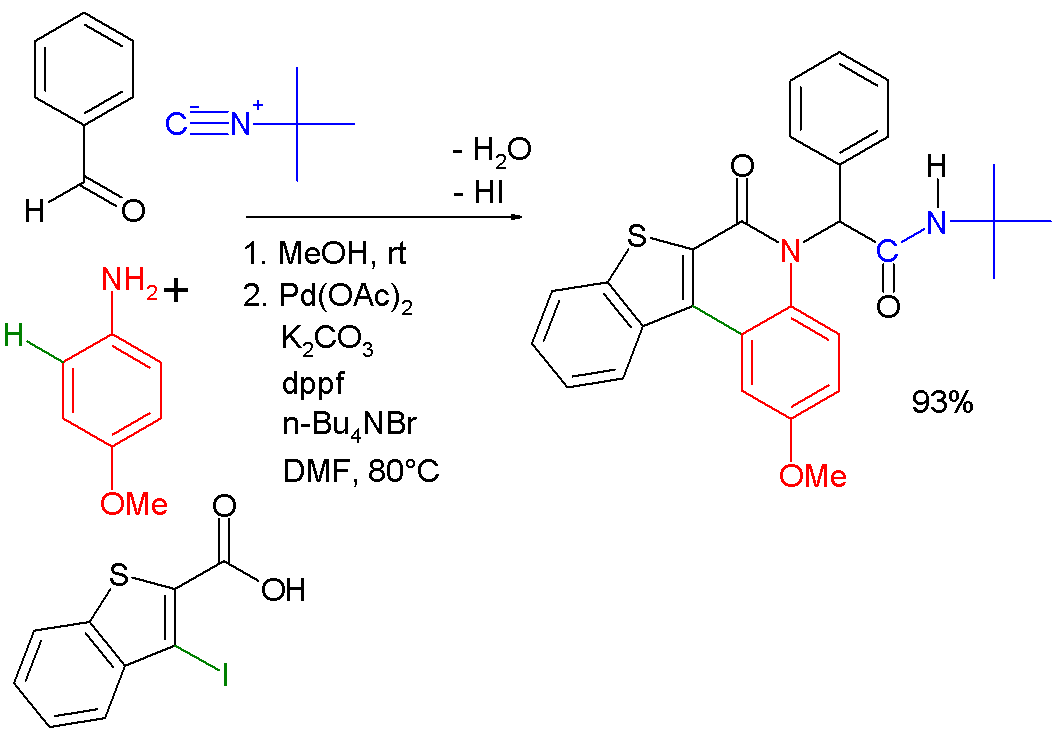
Reacción de Ugi-Heck

## Aplicaciones

### Bibliotecas químicas
La reacción de Ugi fue una de las primeras reacciones en ser usadas para el desarrollo de bibliotecas químicas. Estas bibliotecas son conjuntos de compuestos que pueden ser analizados repetidamente. Usando los principios de la química combinacional, la reacción de Ugi ofrece la posibilidad de sintetizar un gran número de compuestos mediante una reacción usando una variedad de cetonas (o aldehídos), aminas, isocianuros y ácidos carboxílicos. Estas librerías pueden ser probadas con enzimas u organismos vivientes para encontrar nuevas sustancias con actividad farmacológica. Una desventaja es la falta de diversidad química de los productos, aunque usando la reacción de Ugi en combinación con otras reacciones, se puede hacer crecer la diversidad de los productos posibles. 

### Industria farmacéutica
El crixivan puede ser sintetizado mediante la reacción de Ugi.